# 雕核樱桃
雕核樱桃（学名：Cerasus pleiocerasus）为蔷薇科樱属的植物，为中国的特有植物。分布在中国大陆的云南、四川等地，生长于海拔2,000米至3,400米的地区，一般生长在山坡林中，目前尚未由人工引种栽培。